# William Hamilton (montatore)
William Hamilton (Pittsburgh, 11 novembre 1893 – North Hollywood, 3 agosto 1942) è stato un montatore e regista statunitense.
La sua carriera durò una ventina d'anni, dai primi anni venti ai primi anni quaranta. Dal 1923 al 1926, lavorò per la First National; dal 1927 al 1929, per la MGM e, dal 1931 al 1941, per la RKO.

## Filmografia

### Montatore
- Lo scialle lucente (The Bright Shawl), regia di John S. Robertson (1923)
- La lama nel pugno (The Fighting Blade), regia di John S. Robertson (1923)
- The Enchanted Cottage, regia di John S. Robertson (1924)
- Classmates, regia di John S. Robertson (1924)
- New Toys, regia di John S. Robertson (1925)
- Sinfonia tragica (Soul-Fire), regia di John S. Robertson (1925)
- Shore Leave, regia di John S. Robertson (1925)
- The Beautiful City, regia di Kenneth S. Webb (1925)
- Amore in quarantena (Just Suppose), regia di Kenneth S. Webb (1926)
- Nell Gwyn, regia di James Kirkwood (1926)
- Annie Laurie la fanciulla scozzese (Annie Laurie), regia di John S. Robertson (1927)
- Captain Salvation, regia di John S. Robertson (1927)
- The Road to Romance, regia di John S. Robertson (1927)
- Wickedness Preferred, regia di Hobart Henley (1928)
- Amore di re (Forbidden Hours), regia di Harry Beaumont (1928)
- Le nostre sorelle di danza  (Our Dancing Daughters), regia di Harry Beaumont (1928)
- The Faker, regia di Phil Rosen (1929)
- The Lone Wolf's Daughter, regia di Albert S. Rogell (1929)
- Trial Marriage, regia di William Hughes Curran (1928)
- Aquilotti (The Flying Marine), regia di Albert S. Rogell (1929)
- Jozelle jazz club (Street Girl) , regia di Wesley Ruggles (1929)
- Rio Rita, regia di Luther Reed (1929)
- Hit the Deck, regia di Luther Reed (1929)
- Dixiana, regia di Luther Reed (1930)
- I pionieri del West (Cimarron), regia di Wesley Ruggles (1931)
- Madame Julie (The Woman Between), regia di Victor Schertzinger (1931)
- La sfinge dell'amore (Friends and Lovers), regia di Victor Schertzinger (1931)
- Are These Our Children, regia di Wesley Ruggles, Howard Estabrook (1931)
- L'ultima squadriglia (The Lost Squadron), regia di George Archainbaud (1932)
- Spia bionda (Roar of the Dragon), regia di Wesley Ruggles (1932)
- Hell's Highway, regia di Rowland Brown (1932)
- I conquistatori (The Conquerors), regia di William A. Wellman (1932)
- La grande menzogna (No Other Woman), regia di J. Walter Ruben (1933)
- Topaze, regia di Harry d'Abbadie d'Arrast (1933)
- I diplomaniaci (Diplomaniacs), regia di William A. Seiter (1933)
- Troppa armonia (Emergency Call), regia di Edward L. Cahn (1933)
- Before Dawn, regia di Irving Pichel (1933)
- La gloria del mattino (Morning Glory), regia di Lowell Sherman (1933)
- Dopo quella notte (After Tonight), regia di George Archainbaud (1933)
- Keep 'Em Rolling, regia di George Archainbaud (1934)
- The Crime Doctor, regia di John S. Robertson (1934)
- His Greatest Gamble, regia di John S. Robertson (1934)
- Their Big Moment, regia di James Cruze (1934)
- Cerco il mio amore (The Gay Divorcee), regia di Mark Sandrich (1934)
- Amore tzigano (The Little Minister), regia di Richard Wallace (1934)
- Roberta, regia di William A. Seiter (1935)
- Quando si ama (Break of Hearts), regia di Philip Moeller (1935)
- Cappello a cilindro (Top Hat), regia di Mark Sandrich (1935)
- Sotto i ponti di New York (Winterset), regia di Alfred Santell (1936)
- Voglio danzar con te (Shall We Dance), regia di Mark Sandrich (1937)
- Lettera anonima (Super-Sleuth), regia di Ben Stoloff (Benjamin Stoloff) (1937)
- Palcoscenico (Stage Door), regia di Gregory La Cava (1937)
- Vacanze d'amore (Having Wonderful Time), regia di Alfred Santell (1938)
- Girandola (Carefree), regia di Mark Sandrich (1938)
- La vita di Vernon e Irene Castle  (The Story of Vernon and Irene), regia di H.C. Potter (1939)
- Non puoi impedirmi d'amare (In Name Only), regia di John Cromwell (1939)
- La ragazza della Quinta Strada (Fifth Avenue Girl), regia di Gregory La Cava (1939)
- Notre Dame (Quasimodo-The Hunchback of Notre Dame), regia di William Dieterle (1939)
- Piccolo porto (Primrose Path), regia di Gregory La Cava (1940)
- Non sono una spia (Tom Brown's School Days), regia di Robert Stevenson (1940)
- Too Many Girls, regia di George Abbott (1940)
- Il signore e la signora Smith (Mr. & Mrs. Smith), regia di Alfred Hitchcock (1941)
- Unexpected Uncle, regia di Peter Godfrey (1941)
- Il sospetto (Suspicion), regia di Alfred Hitchcock (1941)
- Dedizione (The Big Street), regia di Irving Reis (1942)

### Regista
- Freckles, co-regia di Edward Killy (1935)
- Seven Keys to Baldpate, co-regia di Edward Killy (1935)
- Murder on a Bridle Path, co-regia di Edward Killy (1936)
- Bunker Bean, co-regia di Edward Killy (1936)
- Call Out the Marines, co-regia di Frank Ryan (1942)